# Teatr Nowy w Warszawie (1928–1939)

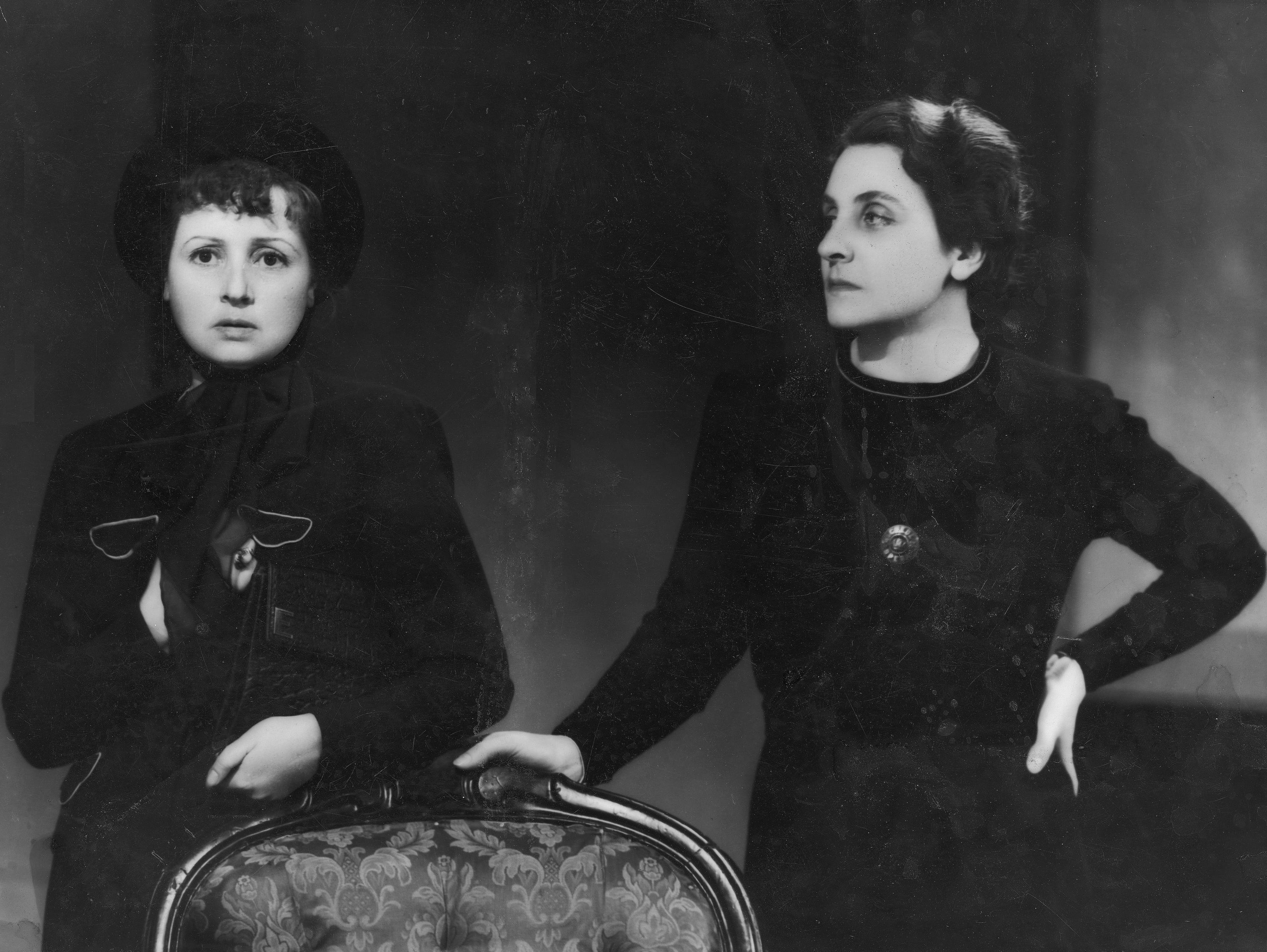
Przedstawienie Prawdziwe życie Anny w Teatrze Nowym, 1939

Teatr Nowy – scena kameralna Teatru Narodowego uruchomiona 14 grudnia 1928 jako scena eksperymentalna. Teatr mieścił się w Salach Redutowych Teatru Wielkiego.

## Historia
Do 1939 wystawiono 59 premier (23 polskich i 36 zagranicznych autorów). Ostatnim wystawionym utworem była Baba-Dziwo Marii Pawlikowskiej-Jasnorzewskiej, premiera odbyła się już po wybuchu II wojny światowej we wrześniu 1939.